# Sibovia festana
Sibovia festana är en insektsart som beskrevs av Young 1977. Sibovia festana ingår i släktet Sibovia och familjen dvärgstritar. Inga underarter finns listade i Catalogue of Life.